# Harry Elkes
Harry Elkes (Port Henry, 28 de febrer de 1878 - Boston, 30 de maig de 1909) fou un ciclista estatunidenc, professional des del 1897 fins al 1903. Elkes va morir durant una cursa a Boston.

## Palmarès
- 1900
  - 1r als Sis dies de Nova York (amb Floyd McFarland)